# Beszámoló a Magyar Karszt- és Barlangkutató Társulat tevékenységéről
Beszámoló a Magyar Karszt- és Barlangkutató Társulat tevékenységéről címmel jelent meg a Magyar Karszt- és Barlangkutató Társulat szervezeti életének az eseményeit, valamint a barlangkutató csoportok, a szakosztályok, a szakbizottságok éves tevékenységét tartalmazó kiadvány. A sorozat az anyagi fedezet és a tagság érdeklődésének a hiánya miatt szűnt meg.

## Adatok
Az 1974-ben megszűnt Karszt- és Barlangkutatási Tájékoztató egyik utódkiadványa volt az MKBT Meghívóval együtt. A Beszámoló Kordos László (az utolsó szám Juhász Márton – Takácsné Bolner Katalin) szerkesztésében készült. A/4 formátumban kiadott, térképekkel illusztrált kiadvány volt. Az 1983-as és 1984-es kötet a Nemzetközi Szpeleológiai Unió Bibliográfiai Bizottságának a kérésére minden témáról angol nyelvű kivonatot közölt, illetőleg barlangnévmutatót is tartalmazott. 11 száma jelent meg. Zárójelben a kiadás éve.
- 1975 első félév (1976)
- 1975 második félév (1976)
- 1976 (1978)
- 1977 (1982)
- 1978 (1982)
- 1979 (1982)
- 1980 (1982)
- 1981 (1983)
- 1982 (1983)
- 1983 (1984)
- 1984 (1988)

## Online elérhetőség
- Természetvédelem.hu
- Magyar Karszt- és Barlangkutató Társulat
- Magyar Elektronikus Könyvtár Elektronikus Periodika Archívum